# 八尾市立北高安小学校
八尾市立北高安小学校（やおしりつ きたたかやすしょうがっこう）は、大阪府八尾市にかつてあった公立小学校。
明治6年（1873年）に創立し、142年の歴史があったが、高安中学校と中高安小学校と統合し、2016年3月末をもって閉校した。

## 沿革
- 1873年 - 創立。北高安村大字水越の薗光寺本堂を仮校舎とし、堺県第95番小学校として開校。
- 1947年 - 学制改革により、高安村立北高安小学校と改称。
- 1955年 - 現校名となる。
- 2016年 - 閉校。

## 脚註
1. ↑  八尾市立北高安小学校は、平成28年3月末をもって142年の歴史を閉じます。 | 八尾市